# Karl Mierke
Karl Friedrich Mierke (* 4. März 1896 in Zellerfeld; † 9. Januar 1971 in Kiel) war ein deutscher Psychologe, Pädagoge  und Hochschullehrer. Er war vor allem im Bereich der Begabungsforschung und Willenpsychologie tätig.

## Leben
Bis 1909 ging Mierke auf die Volksschule und bis zum Jahre 1912 ging er auf die Präparandenanstalt in Melle. Bereits mit einem Alter von 18 Jahren legte er am Lehrerseminar in Alfeld seine erste Lehrerprüfung ab. Danach wurde er freiwilliger Soldat. Aus dem Ersten Weltkrieg kam Mierke schwer verwundet zurück und wurde Lehrer in Imbshausen. Die zweite Lehrerprüfung legte er 1919 ab und machte anschließend in Hannover das Abitur.
1923 begann Mierke das Studium der Psychologie, Völkerkunde, Pädagogik und Geophysik an der Universität Göttingen, musste es aber aus finanziellen Gründen, aufgrund der Inflation, nach drei Semestern abbrechen.
Nachdem er an seiner Schule erneut als Lehrer gearbeitet hatte, ließ er sich 1928 nach Göttingen versetzen, um sein Studium dort fortsetzen zu können.
Mierke wurde Schüler von Narziss Ach. Er promovierte 1932 in Göttingen mit einer Dissertation Über die Objektionsfähigkeit und ihre Bedeutung für die Typenlehre.
Mierke schied 1934 endgültig aus dem Schuldienst aus und wurde Leiter der Personalprüfstelle der Wehrmacht in Braunschweig. Während des Krieges führte Mierke als Leitender Marinepsychologe Eignungsuntersuchungen durch. Er wurde zum Regierungsrat, Oberregierungsrat und Regierungsdirektor befördert. Mierke entwickelte für die Diagnostik das psychotechnische „Kieler Determinationsgerät“, das bis heute u. a. in der Luftfahrt und der Verkehrspsychologie eingesetzt wird.
Mierke habilitierte sich 1943 an der Universität Erlangen mit der Arbeit Psychologische Diagnostik.
Zwischen den Jahren 1946 und 1949 leitete Mierke die Berufsberatung des Arbeitsamtes Schleswig-Holstein.
Mierke wurde nach dem Krieg früh Mitglied des Berufsverbandes Deutscher Psychologen und später Vorstand der Deutschen Gesellschaft für Psychologie.
Ab 1948 lehrte er an der Pädagogischen Hochschule Kiel und ab 1952 leitete Mierke das Psychologische Institut der Universität Kiel. 1964 wurde er emeritiert.

## Werk
Mierke arbeitete besonders über die Begabungs- und Leistungspsychologie. Seine Begabungstypologie ist dabei eher an praktischen Anforderungen als an theoretischen erwachsen. Seine Dissertation stellte ein praktisches Experiment dar, seine Habilitation dient dem Zweck, psychologische Diagnostik für die völkische NS-Ideologie nutzbar zu machen.
Mierke veröffentlichte eine Reihe von Büchern über Pädagogische Psychologie.

## Nachlass
Mierkes wissenschaftlicher Nachlass befindet sich im Psychologiegeschichtlichen Forschungsarchiv (PGFA) der Fernuniversität in Hagen.

## Ausgewählte Publikationen
- Psychologische Diagnostik. Buchner, Bamberg 1943.
- Wille und Leistung. Hogrefe, Göttingen 1955.
- Die Auslese für die gehobenen Schulen (= Erziehung und Psychologie, Bd. 3). 2. Aufl. Reinhardt, München 1961.
- Begabung, Bildung und Bildsamkeit. Betrachtungen über das Bildungsschicksal des mittelmäßig begabten Schulkindes. Hans Huber, Stuttgart, Bern 1963.
- Konzentrationsfähigkeit und Konzentrationsschwäche. Huber, Klett, Bern, Stuttgart 1966.
- Psychologie im Schulalltag (= Abhandlungen zur pädagogischen Psychologie, Bd. 8). Klett, Stuttgart 1967.
- Selbstdarstellung. In: L. J. Pongratz, W. Traxel, E. G. Wehner (Hrsg.): Psychologie in Selbstdarstellungen. Huber, Bern 1972, S. 231–255.